# Дідок жовтоногий
Дідок жовтоногий (Gomphus flavipes) — вид бабок з родини дідки (Gomphidae).

## Опис
Бабки середньої величини. Довжина тіла становить 50-55 мм, черевця — 37-40 мм, заднє крило — 30-34 мм. Очі не стикаються. Задні крила в основі помітно ширші передніх. Потилиця без чорних зубчиків. Доплечева смуга жовтого або жовто-зеленого кольору, на грудях тягнеться до основи середньої пари ніг. Черевце в основі широке, чорне з жовтою смугою від I до VII сегмента. Ноги переважного жовті. Стегна і гомілки мають розвинені жовті поздовжні смужки. Крилові трикутники на всіх крилах витягнуті по довжині.

## Поширення
Вид поширений в Європі від Франції до східного Сибіру. В Україні трапляється зрідка.

## Охорона
Gomphus flavipes охороняється в Європі і занесений до Додатку ІІ Бернської конвенції (охоронна категорія: вид підлягає особливій охороні).